# Acer campbellii
Acer campbellii är en kinesträdsväxtart. Acer campbellii ingår i släktet lönnar, och familjen kinesträdsväxter.

## Underarter
Arten delas in i följande underarter:
- A. c. campbellii
- A. c. chekiangense
- A. c. flabellatum
- A. c. sinense
- A. c. wilsonii
- A. c. longilobum